# Iglesia reformada de Ciumbrud
La iglesia reformada de Ciumbrud (en rumano: Biserica reformată din Ciumbrud) es un conjunto de monumente istorice situados en Ciumbrud, en el municipio de Aiud del distrito de Alba de Rumania. En el Repertorio Arqueológico Nacional aparece con el código 1207.04 En la lista de monumentos históricos de Rumania (LMI) tiene el código AB-II-m-B-00206.01. La cripta de Árpád Kemény tiene el código AB-IV-m-B-00206.02.

## La iglesia
La iglesia fue construida en el siglo XIII. La entrada occidental fue construida en el siglo XVI en estilo gótico. La población húngara medieval del pueblo se convirtió a la fe reformada en ese siglo. Tras la devastación de la invasión tártara, la iglesia fue reconstruida. A lo largo de los siglos, la iglesia ha sido renovada varias veces. Por ello, sólo el cierre semicircular del altar conserva su forma original. En la parte central de la bóveda, el escudo de armas de la familia Kemény indica la identidad del constructor: "Ladislau Kemény de Gyeromonostor 1702". En 1918 la iglesia fue renovada con la ayuda del Comité para la Conservación de Monumentos, en base a los planos del arquitecto István Müller, con la ayuda de las donaciones de los fieles. Durante esta renovación, se construyó una torre de piedra diseñada por Károly Kós para reemplazar el campanario de madera.
En el jardín de la iglesia se encuentra la cripta en forma de pirámide de la familia Kemény.

## Galería

### Iglesia

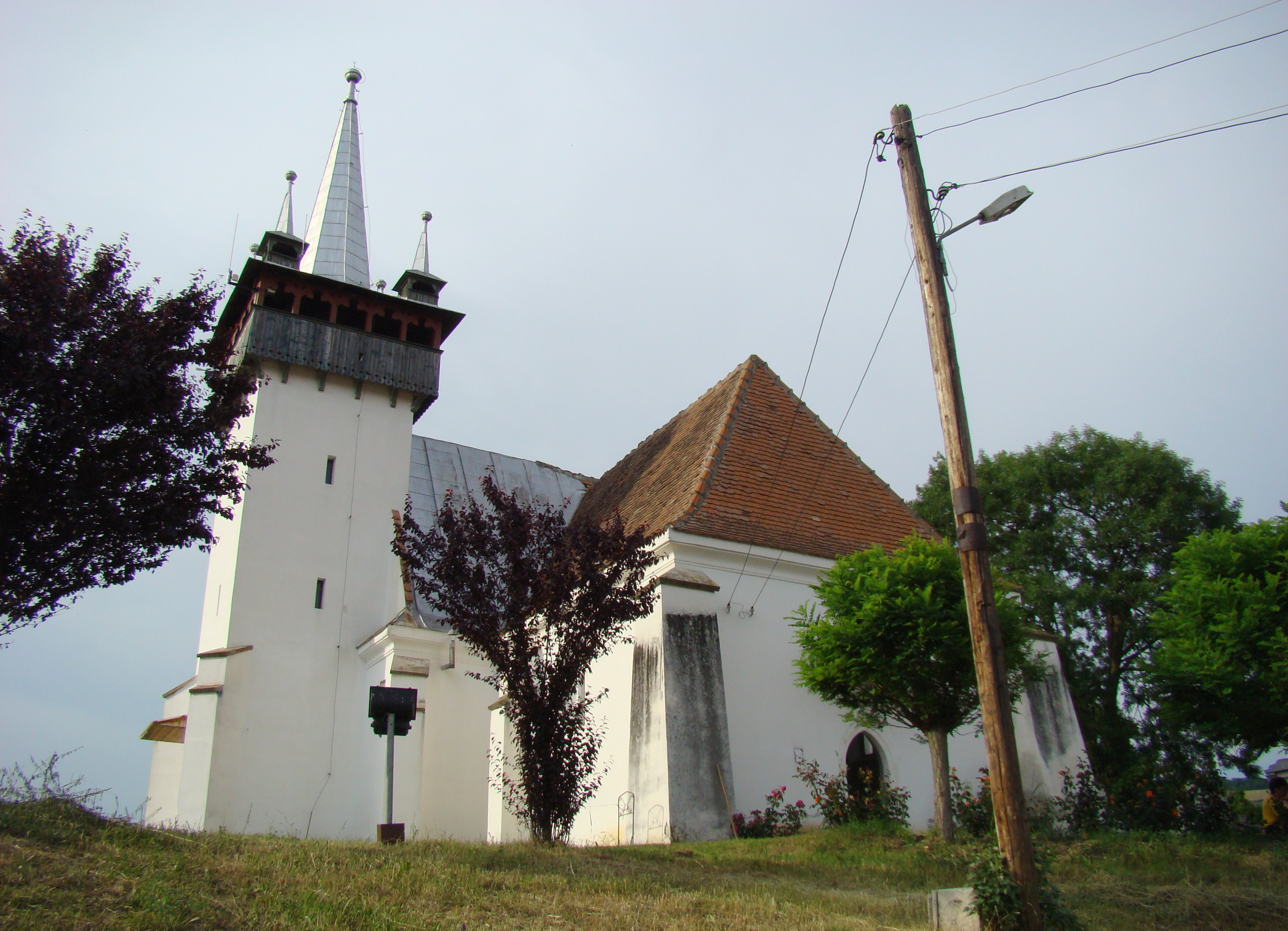
Vista de la iglesia.
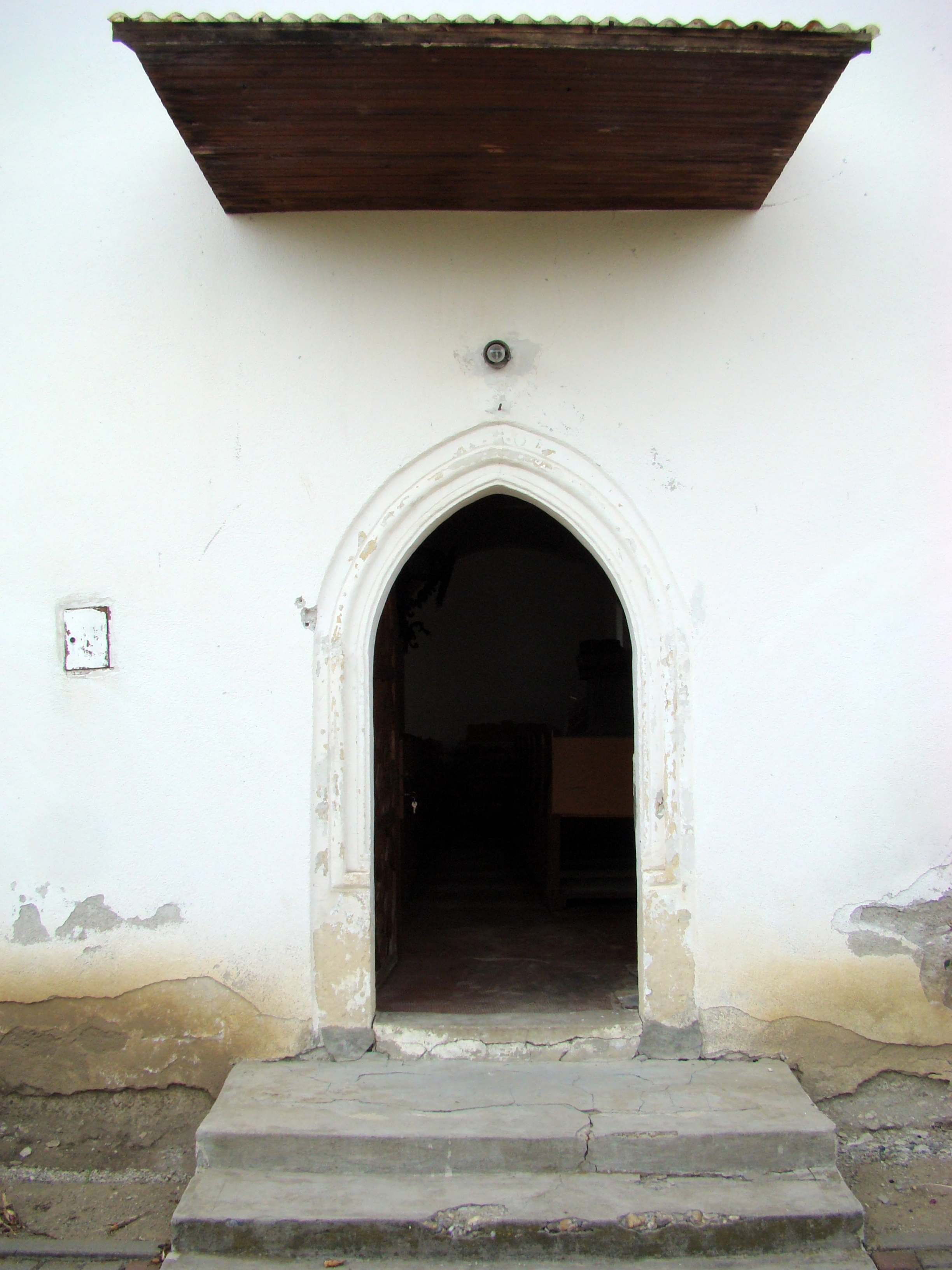
Entrada.
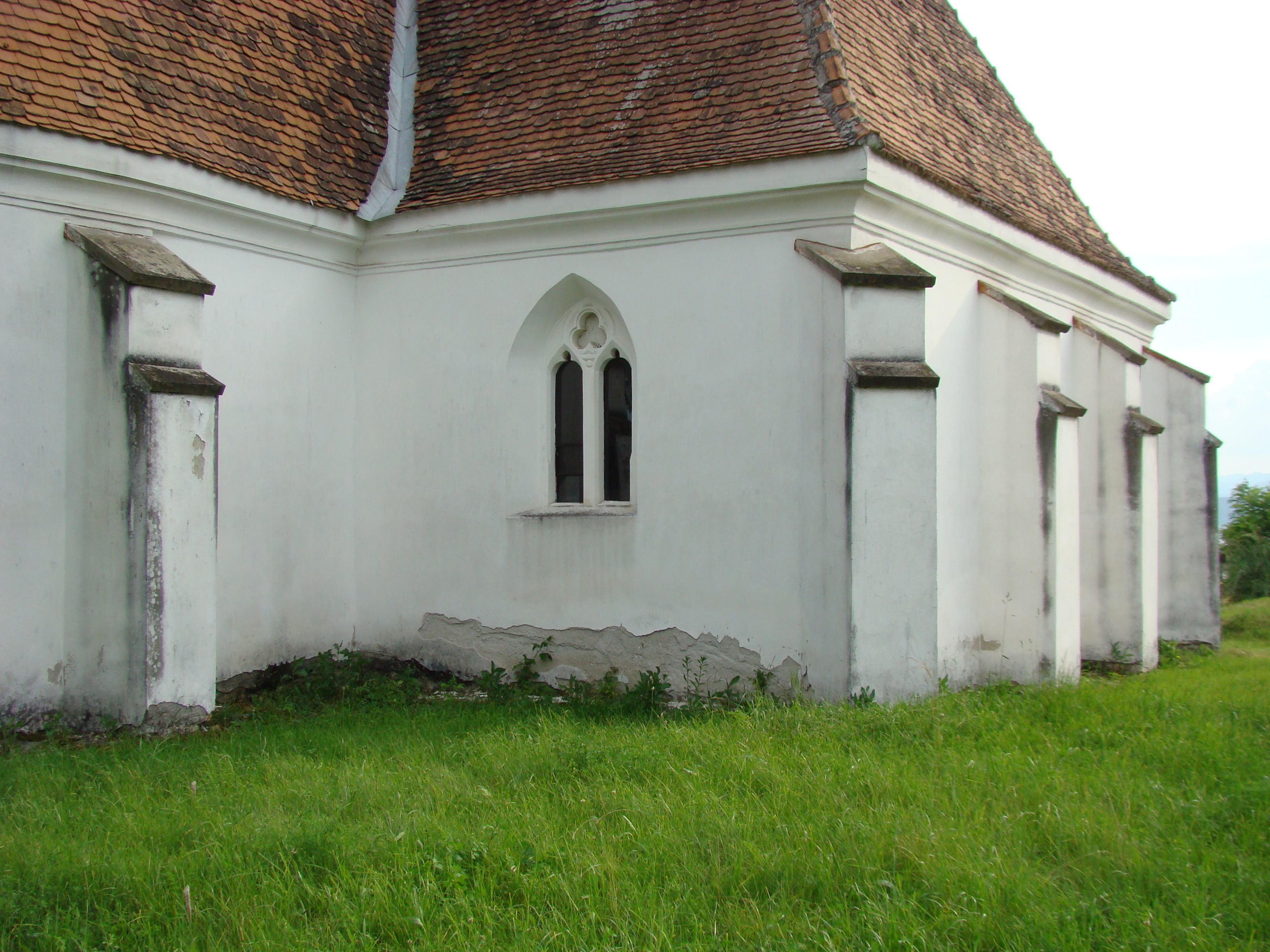
Vista de un lateral.
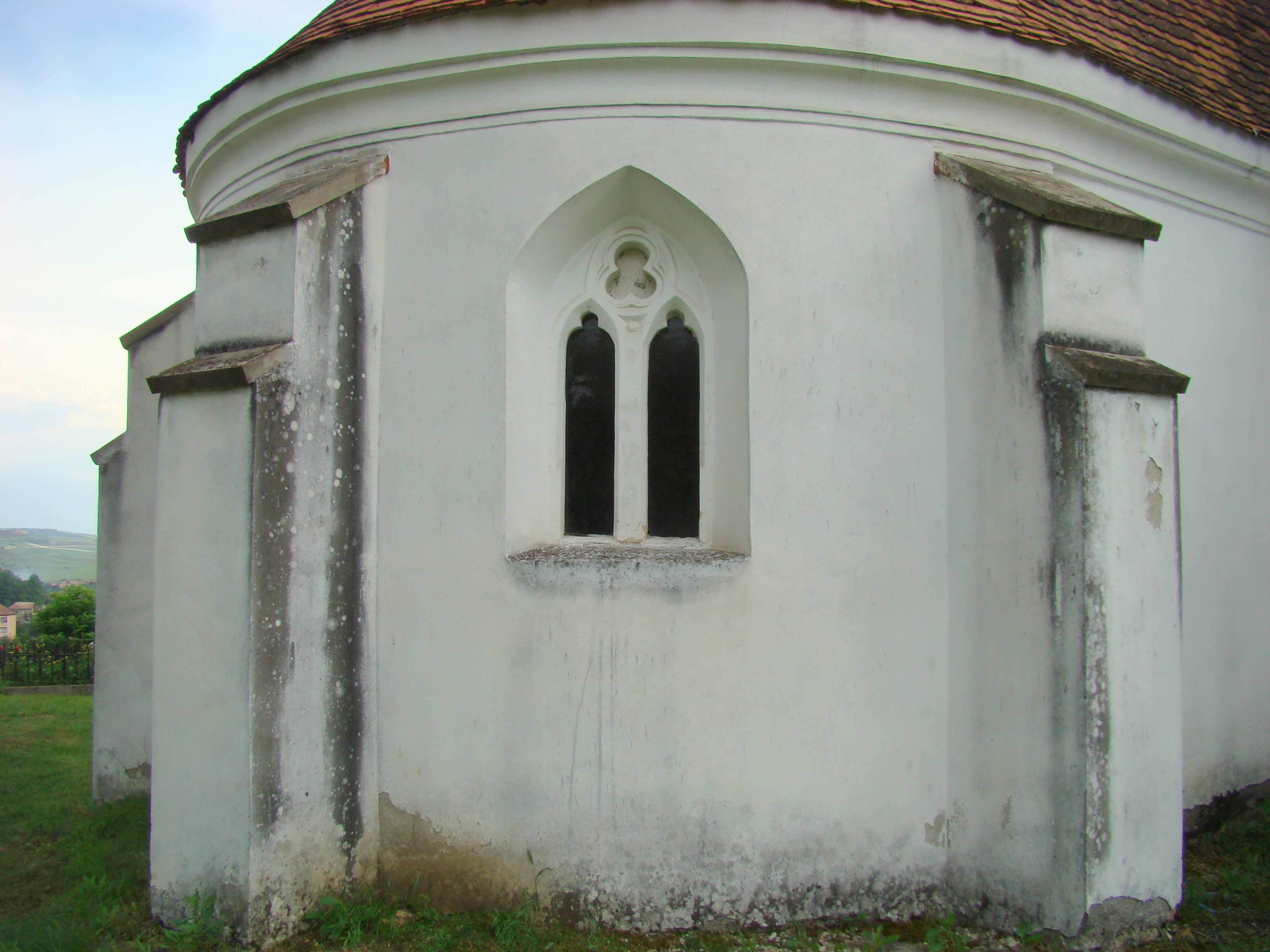
Ábside.
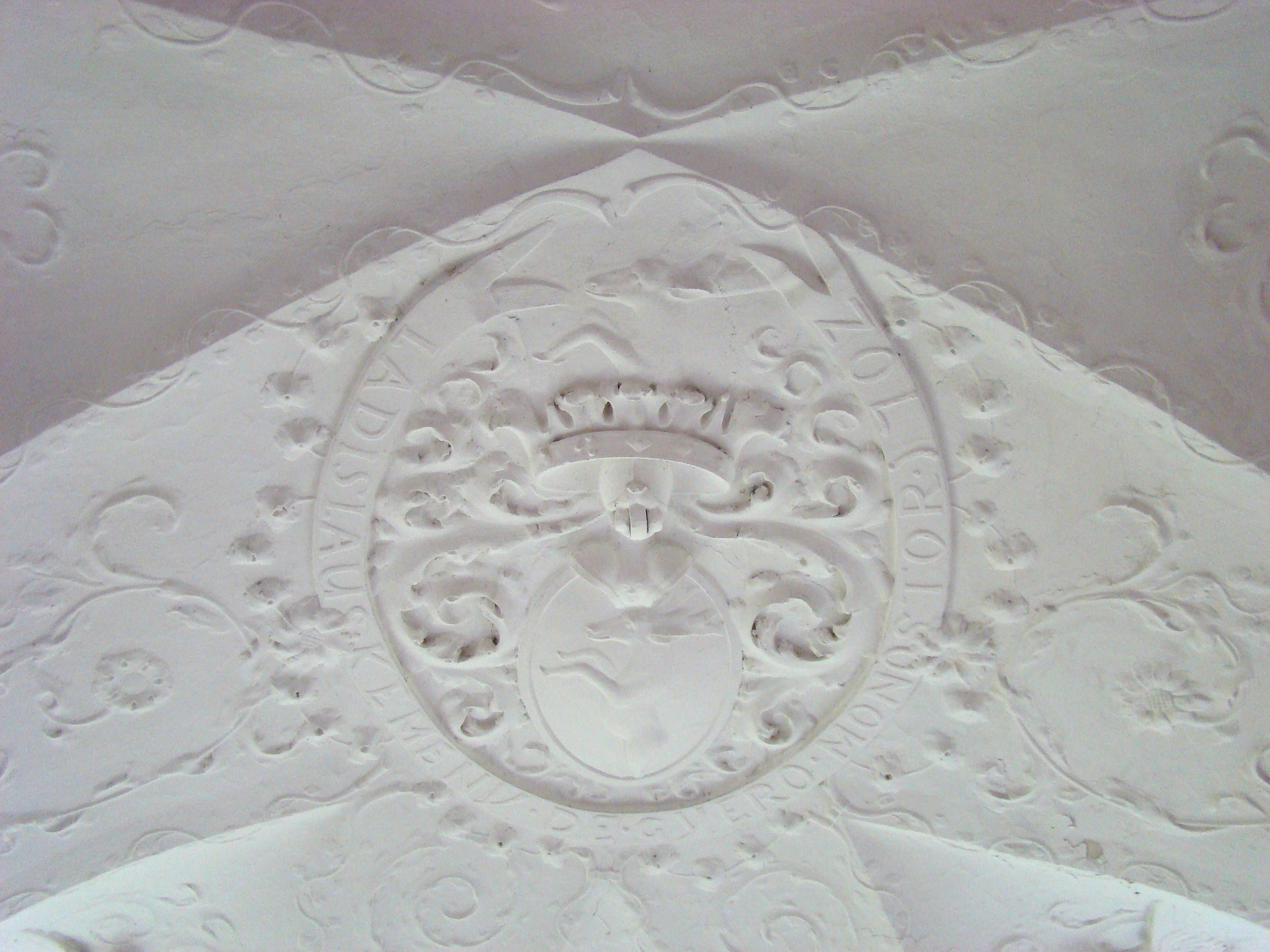
Escudo de armas de la familia Kemény.
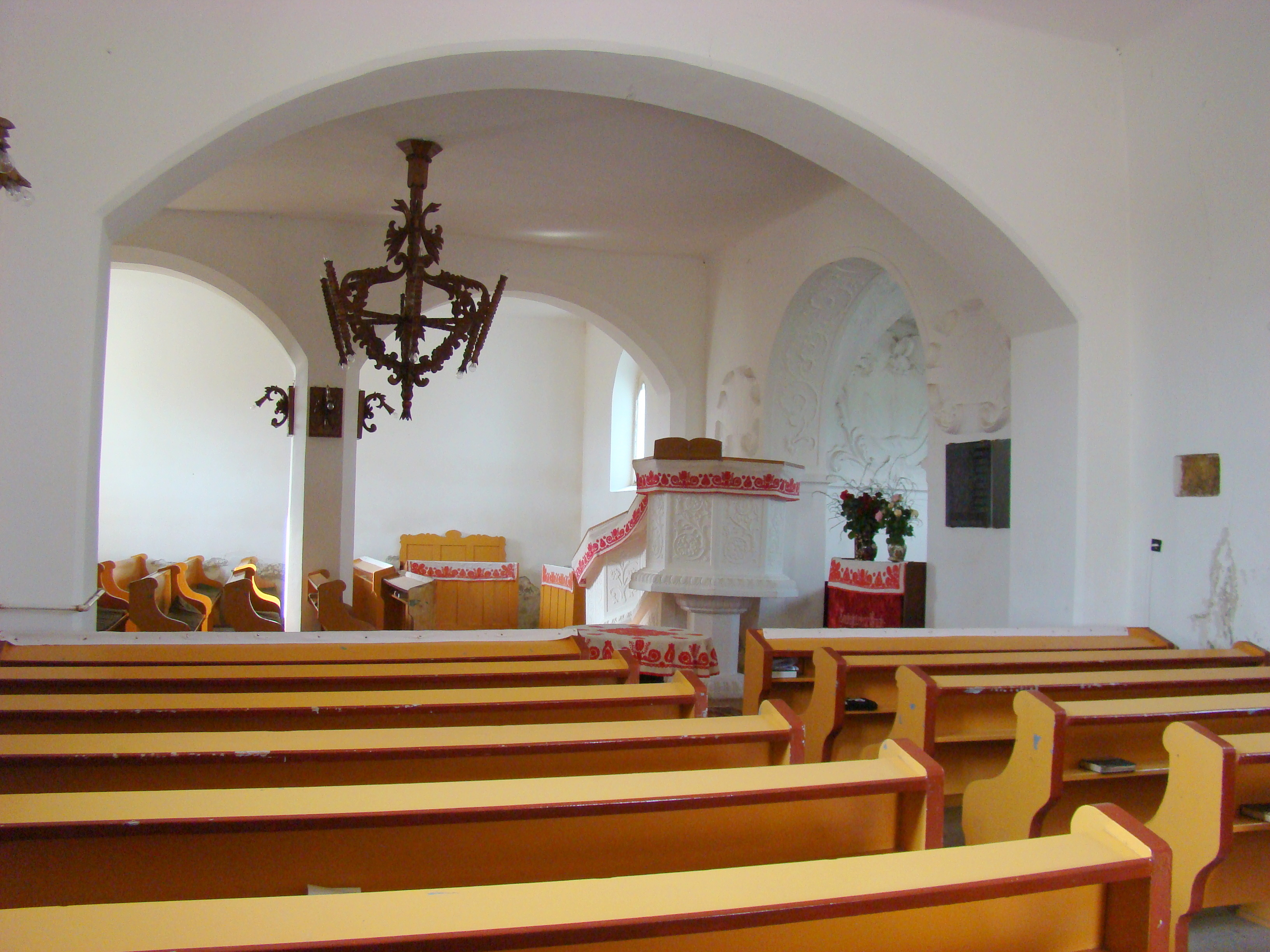
Interior, vista del púlpito.
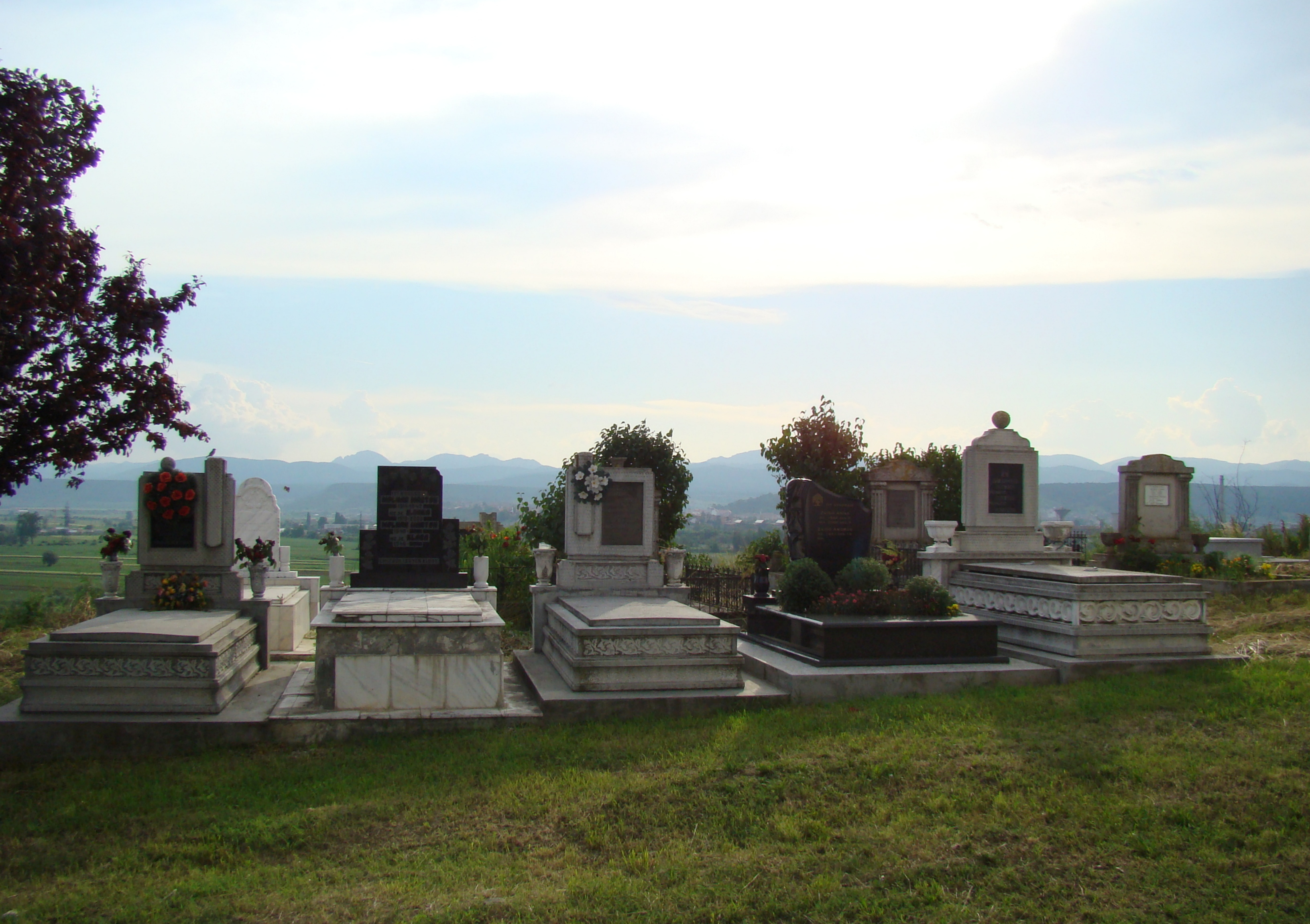
Cementerio.

### Cripta

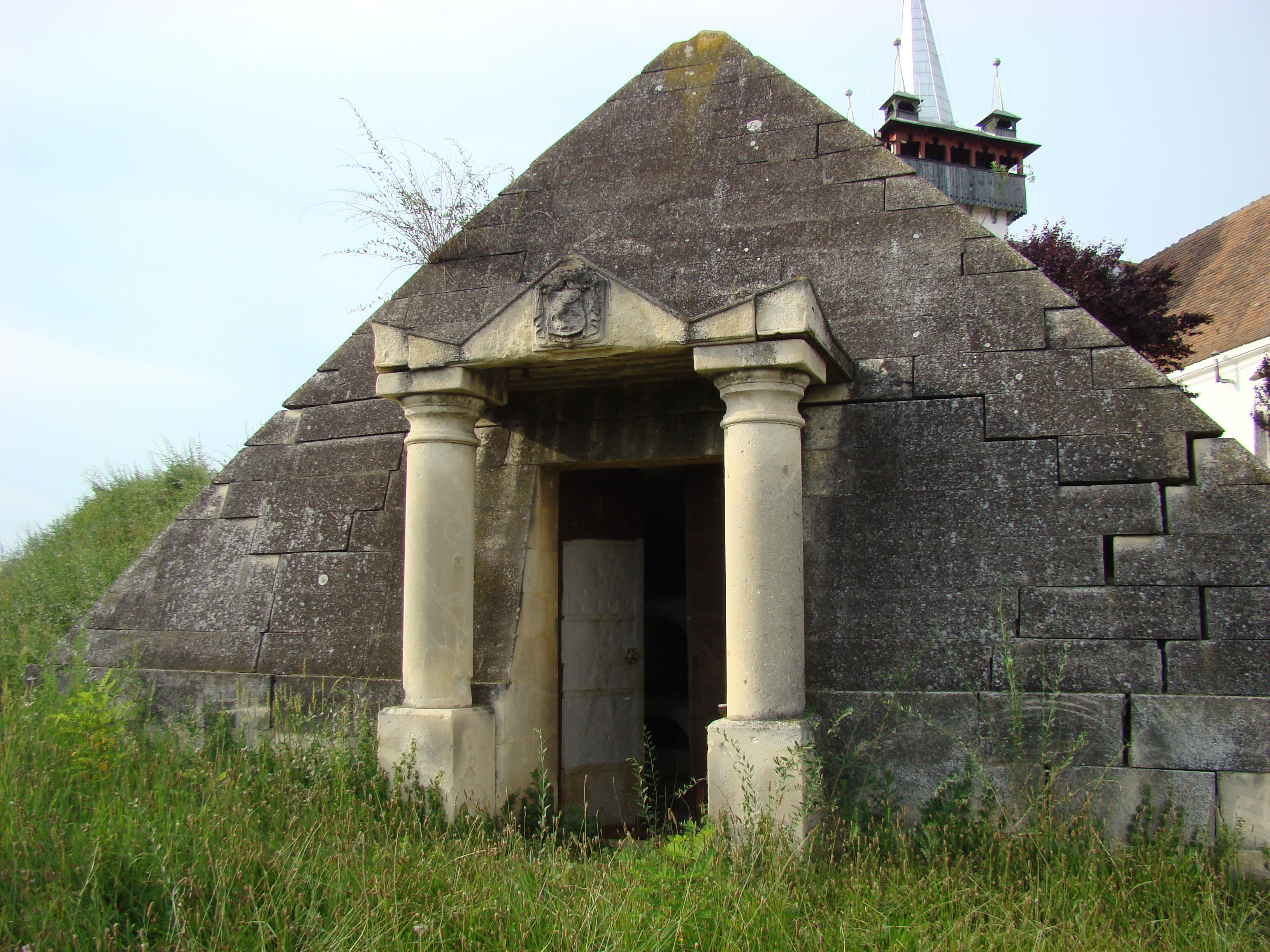
Cripta de Árpad Kemény.
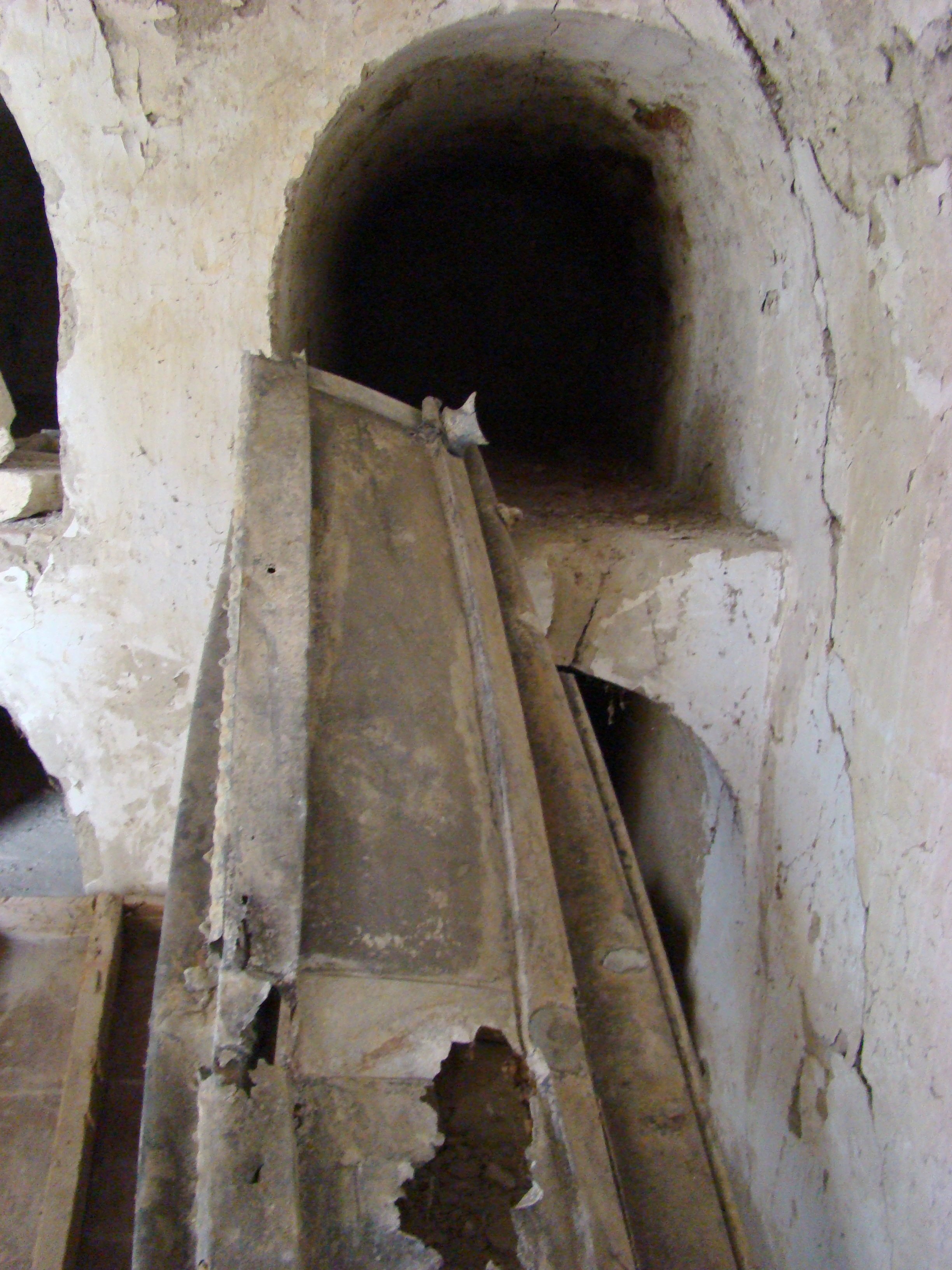
Interior de la cripta.
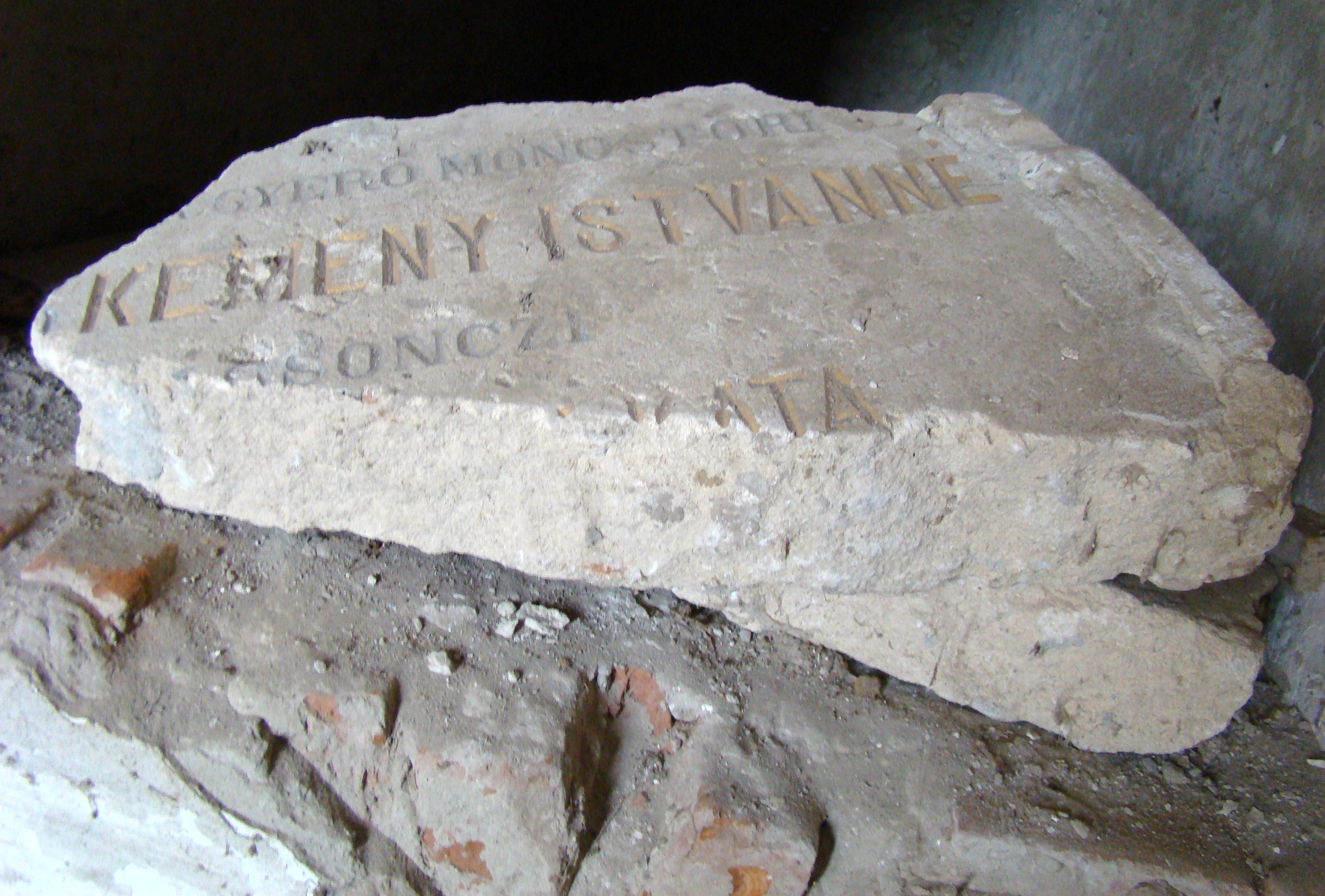
Restos de una lápida.
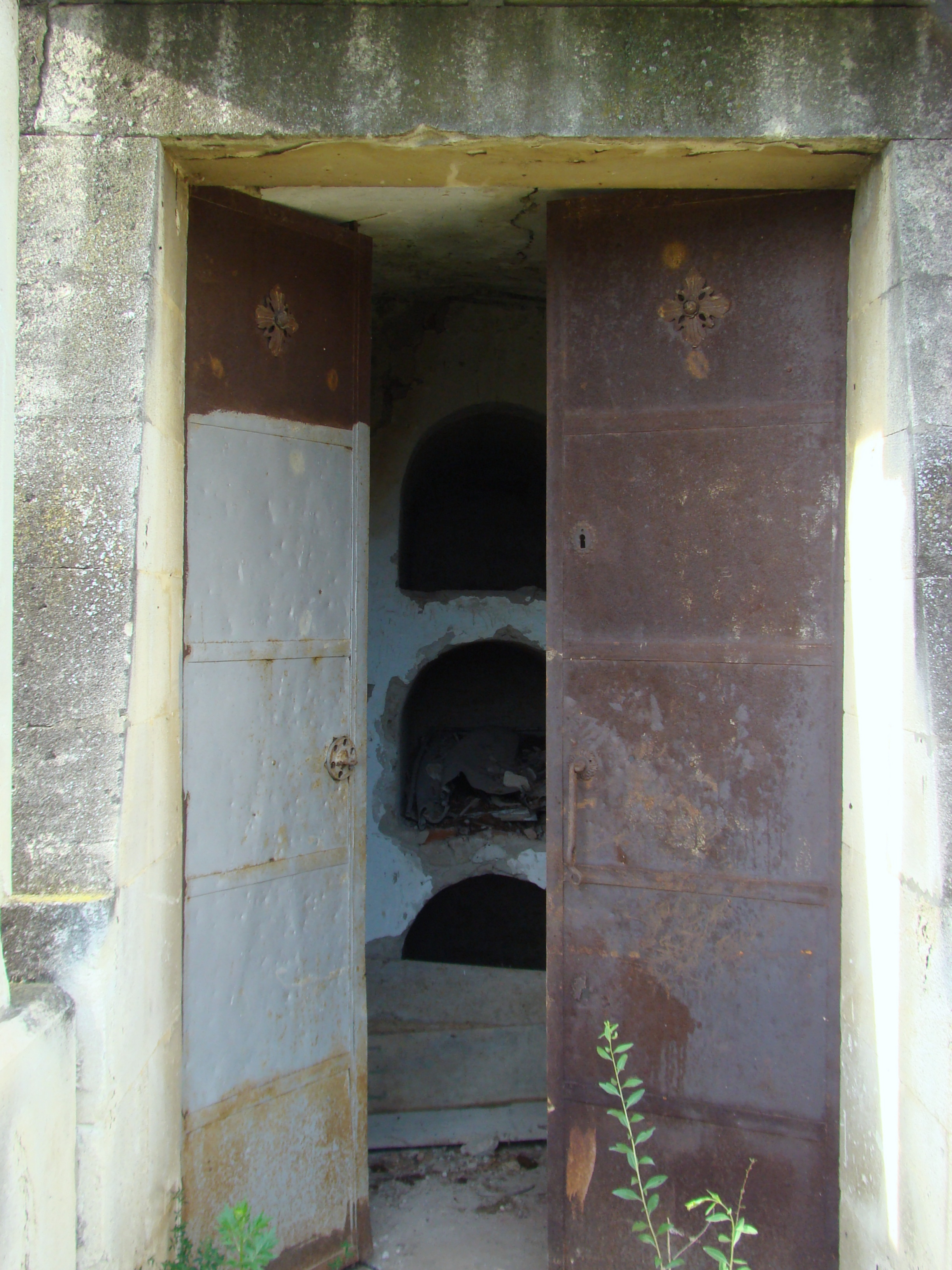
Entrada.